# 弗雷德·切斯特·邦德
弗雷德·切斯特·邦德（英語：Fred Chester Bond；1899年6月10日—1977年1月23日）是一名美國礦業工程師。畢業於科羅拉多礦業學院，1930年至1964年間在艾利斯－查默斯公司的採礦和選礦設備事業工作。自1930年代到1950年代初期，邦德開發了一種新的粉碎理論，該理論引入了一個稱為「邦德功指數」（Bond Work Index）的指數，該指數將破碎和磨碎中的能耗與進料和產品粒度分佈相關聯。他的理論和指數於1952年在被廣泛引用的期刊文章中被介紹。邦德稱其理論為「第三粉碎理論」，而彼得·馮·里丁格和弗里德里希·基克（Friedrich Kick）的理論分別為第一和第二粉碎理論。該術語和「粉碎定律」（laws of comminution）等術語（如「里丁格定律」、「基克定律」和「邦德定律」等）有時與沃克和胡基等後來的研究人員一起使用。